# إي دبليو إي باسكتس أولدنبورغ
إي دبليو إي باسكتس أولدنبورغ (بالإنجليزية: EWE Baskets Oldenburg) هو فريق كرة سلة ألماني تأسس في 1954 يقع في أولدنبورغ، ألمانيا. يلعب في الدوري الألماني لكرة السلة.

## وصلات خارجية
- الموقع الإلكتروني